# Hanking Center Tower
La Hanking Center Tower est un gratte-ciel situé à Shenzhen en Chine. Il s'élève à 350 mètres. 